# James McBain (snooker)
James McBain, škotski igralec snookerja, * 22. junij 1978, Glasgow, Škotska.

## Kariera
Po petih letih v drugorazredni snooker karavani se je McBain končno prebil v elito v sezoni 2005/06. V naslednji sezoni se je moral znova boriti za preboj v elitno svetovno karavano, kar mu je uspelo z zmago na zadnjem v seriji 8 turnirjev serije Pontin’s International Open Series (PIOS). V sezoni 2007/08 je tako zasedal 77. mesto na jakostni lestvici, v sezoni 2008/09 pa se je povzpel za 6 mest, na 71. mesto.